# Главное управление кораблестроения и снабжений
Главное управление кораблестроения и снабжений — структурное подразделение Морского министерства Российского императорского флота. Управление было образовано в 1885 году и просуществовало до 1911 года. Управление ведало организацией всей хозяйственной части морского ведомства.

## История
Главное управление кораблестроения и снабжений берет начало от Кораблестроительного департамента Морского министерства, созданного в 1827 году. Кораблестроительный департамент ведал хозяйственными вопросами строительства, вооружения и ремонта военных судов и их механизмов. Во главе департамента стоял директор. При Кораблестроительном департаменте был создан Учёный комитет, который в 1855 году был реорганизован в Техническое отделение, а в 1856 году преобразован в самостоятельный Кораблестроительный технический комитет для составления и рассмотрения судостроительных программ и смет. В 1867 году Кораблестроительный и Комиссариатский департаменты и Артиллерийские и Строительные управления наряду с Кораблестроительным техническим и Морским учёным комитетами были упразднены, взамен их было образовано одно высшее техническое учреждение — Морской технический комитет (МТК), который состоял из отделений: кораблестроения, механической части, артиллерии, минного дела и строительной части. В 1885 году согласно новому «Положению об управлении Морским ведомством» от 3 июня 1885 года для централизации руководства хозяйственной частью было создано Главное управление кораблестроения и снабжений.
После русско-японской война на Главное управление кораблестроения и снабжений была возложена задача наблюдения за постройкой кораблей.
По «Временному положению об управлении морским ведомством» от 11 октября 1911 года Главное управление кораблестроения и снабжений было разделено на Главное управление кораблестроения (1911—1918), в ведении которого находились: Опытовый судовой бассейн, морской музей, научно-техническая лаборатория и Главное морское хозяйственное управление, которому было подчинено Управление морской строительной частью (бывшей Морской строительный комитет) и созданное Управление по делам рабочих и служащих, ведавшее вольнонаёмными работниками морского ведомства. Главное управление кораблестроения объединило в себе функции двух органов морского министерства: Морского технического комитета и Главного управления кораблестроения и снабжения.
В 1915 году Главное управление кораблестроения и Главное морское хозяйственное управление были переданы в непосредственное ведение товарища Морского министра.
После октябрьской революции, в 1918 году, Главное управление кораблестроения было реорганизовано.

## Структура Управления в 1886—1911 годы
Управление состояло из трёх отделов: сооружений, заготовлений и счётного.
Отделом сооружений управления непосредственно заведовал начальник главного управления, двумя другими — особые начальники, подчинённые начальнику главного управления и пользующиеся правами директоров департаментов.
Отдел сооружений составлял планы кораблестроительных и строительных работ.
На отделе заготовлений лежала обязанность своевременного приобретения всех необходимых для морского ведомства материалов, распределения их между портами и сформирования запасов главнейших предметов в портовых хранилищах.
Счётный отдел составлял общую по морскому министерству финансовую смету доходов и расходов. Ему принадлежал общий надзор за правильным и единообразным ведением денежного и материального счетоводства во всех портовых учреждениях и разъяснение недоразумений по применению существующих правил счетоводства и отчётности.

## Начальники Главного управления кораблестроения и снабжений

### Директора Кораблестроительного департамента (1827—1867)
- Вице-адмирал Головнин, Василий Михайлович
- генерал-майор Быченский, Иван Тимофеевич (1827—1837)
- контр-адмирал Куличкин, Егор Еремеевич (1837—1844)
- Адмирал Епанчин, Николай Петрович (1844—1854)
- Генерал-лейтенант Гринвальд, Михаил Николаевич (1854—1856)
- Вице-адмирал Тебеньков, Михаил Дмитриевич (1856—1858)
- Адмирал Воеводский, Аркадий Васильевич (1858 −1866)

### Председатели Кораблестроительного отделения МТК (1867—1885)
- Генерал-майор Чернявский, Степан Иванович (1867—1868)
- Генерал-лейтенант Дмитриев, Иван Сергеевич (1868—1880)
- Адмирал Попов, Андрей Александрович (1880—1881)
- Адмирал Шестаков, Иван Алексеевич (1881—1882)
- Генерал-майор Пельциг, Октавий Оттович (1882—1883)

### Начальники Главного управления кораблестроения и снабжений (1886—1911)
- Вице-адмирал Андреев Николай Николаевич (1886—1888)
- Вице-адмирал Попов Василий Иванович[3] (1888—1893)
- Вице-адмирал Тыртов Павел Петрович (1893—1896)
- Вице-адмирал Верховский Владимир Павлович (1896—1902)
- Генерал-лейтенант по адмиралтейству Любимов, Лев Алексеевич[4] (исполняющий должность с 1902 по 1906 год)
- Контр-адмирал Родионов, Александр Ростиславович (исполняющий должность в 1906—1907 годах)
- Вице-адмирал Успенский, Иван Петрович (С 26 февраля 1907 по 1909 год)
- Генерал флота Дюшен, Сергей Петрович (1909—1911 годы)

### Начальники Главного управления кораблестроения (1911—1917)
- Вице-адмирал Муравьёв, Пётр Петрович — с 15 ноября 1911 года по 25 мая 1915 года
- Вице-адмирал Угрюмов, Алексей Петрович — с 1 июня 1915 года по 27 июня 1916 года
- Генерал-майор по Адмиралтейству Гирс, Владимир Константинович — с июня 1916 года по ноябрь 1917 года.

## В советское время
- 1917—1919 — Главное управление кораблестроения ВМФ (Петроград)
- 1919—1921 — Главное морское техническое управление (Петроград, Москва)[5]
- 1932—1935 — Управление кораблестроения Управления Военно-Морских Сил Красной Армии (3 управление) (Москва)
- 1935—1937 — Отдел кораблестроения Управления Морских сил Рабоче-Крестьянской Красной Армии (6 отдел) (Москва)
- 1937—1940 — Управление кораблестроения Рабоче-Крестьянского Красного Флота (1 управление) (Москва)
- 1940—1941 — Управление кораблестроения Военно-Морского Флота (1 управление) (Москва)
- 1946—1952 — Главного управления кораблестроения ВМС
- 1952—1953 — Главное управление кораблестроения ВМФ
- 1953—1958 — Управление кораблестроения ВМФ
- 1958—1967 — Главное управление кораблестроения ВМФ